# Historia de Lugo

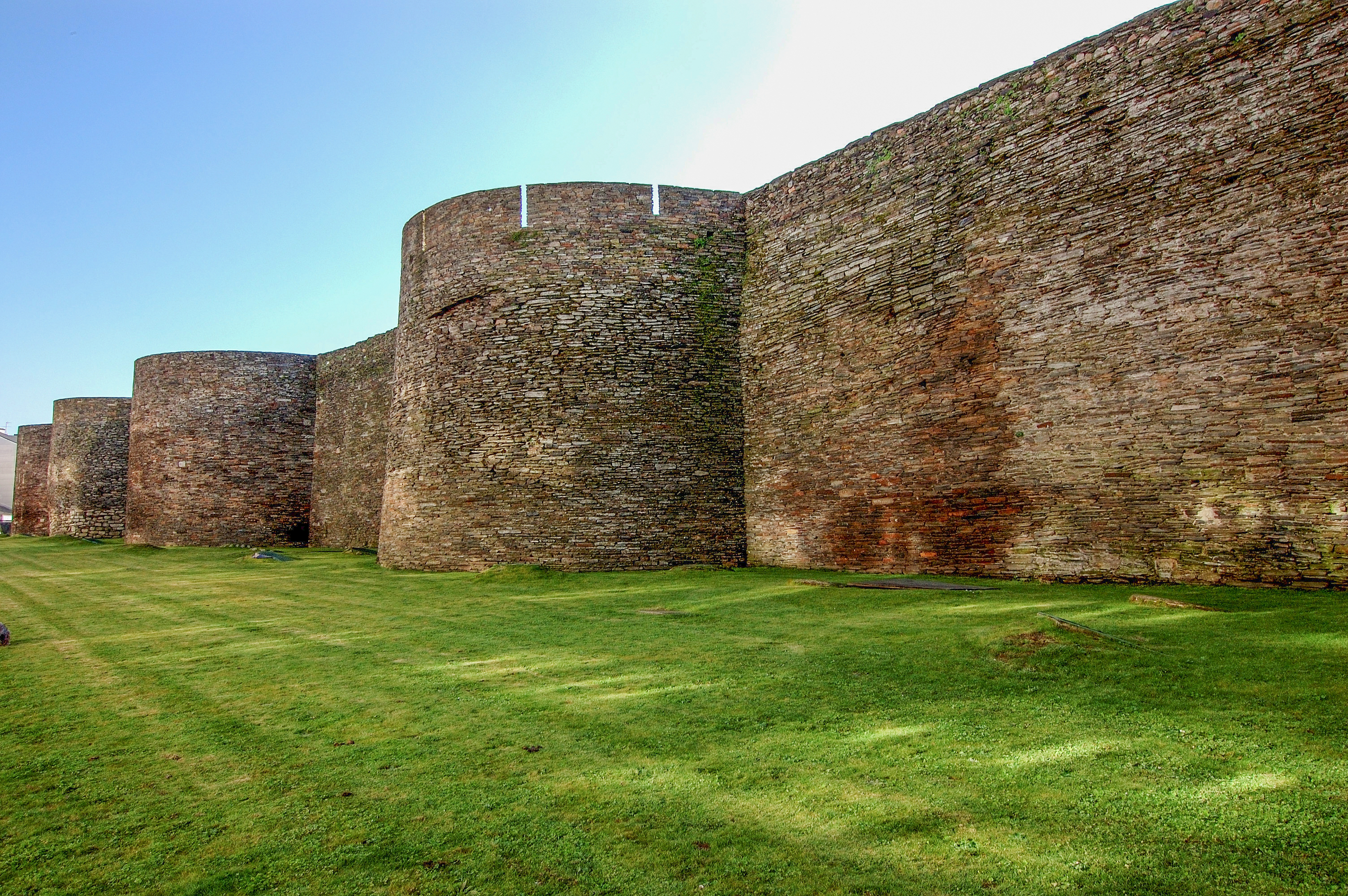
Muralla romana de Lugo.

Lugo, el asentamiento urbano más antiguo de Galicia, se eleva sobre el antiguo emplazamiento de un castro galaico. Alrededor del año 25 a. C., Cayo Antistio Veto, legado de Octavio Augusto en la Tarraconense al mando de las tropas romanas que luchaban en las guerras cántabras, establece cerca de este castro un campamento militar. Posteriormente, en nombre del emperador, Paulo Fabio Máximo funda "Lucus Augusti" sobre este campamento. A partir del año 50 se asiste a la expansión de la ciudad con el asentamiento de galaicos de los castros próximos. Posteriormente la ciudad se convierte en un importante núcleo urbano, representativo de la cultura y modo de vida romano.
Desde la llegada de los suevos a Galicia se alternaron en la ciudad ciclos de decadencia y resurgimiento. En el año 585 el Reino suevo de Galicia pasa a manos visigodas, perdiendo Lugo su condición de sede metropolitana por culpa del final de la división de Galicia en dos provincias. Se inicia así un periodo de decadencia que se vería acentuado por la invasión musulmana de principios del siglo VIII. 
Entre los siglos XI y XIII, como otras ciudades del Camino de Santiago, fue protagonista de una serie de revueltas populares contra el poder feudal. En Lugo esta rebelión sería contra el obispo, quien compartía su potestas con el Cabido. A comienzos del siglo XIII, los burgueses de Lugo comenzaron a desafiar, como nunca antes lo habían hecho, esta potestad jurisdiccional.
A principios del siglo XVI, a pesar de ser nombrada capital del Reino de Galicia por Carlos I, Lugo inició un largo declive. Esta etapa se prolongó hasta finales del siglo XVII, mientas que Santiago de Compostela cobraba protagonismo. En el siglo XVIII comienza un nuevo ascenso económico y cultural de la ciudad, convirtiéndose en la gran capital agraria de Galicia. Las ferias de San Froilán cobran una extraordinaria importancia económica, abasteciendo de ganado caballar y mular a la Región Leonesa y a Castilla; importancia que se reforzó con la llegada del ferrocarril en 1875 y que hizo de Lugo el mayor mercado ganadero de vacuno de toda la península.

## Paleolítico
Diversas zonas del contorno de la ciudad estuvieron habitadas desde edades muy antiguas, quizás por las condiciones hidrológicas y edafológicas favorables para la explotación del terreno.
Entre los restos más destacables encontrados unas piezas de sílex cerca de la actual Puerta de San Pedro.

## Megalitismo
Mucho más numerosos son los restos de la etapa megalítica, como las necrópolis de túmulos, conocidos en gallego como mámoas, que albergan un dolmen en su interior. En todo el término municipal se han catalogado hasta 11 necrópolis de este tipo. Entre los ejemplos más destacados están los conjuntos de túmulos funerarios de San Matías, As Arieiras y Piúgos, o los grupos del valle del Mera, en Orbazai y Adai donde hay un dolmen visible. Todos ellos datados entre el 3000 a. C. y el 1800 a. C..

## Edad del Bronce
En la parroquia de Adai se ha documentado la presencia de un yacimiento de la Edad de Bronce con evidencias de una construcción tipo “longhouse”, hecha de madera y asentaba sobre un afloramiento granítico, junto a la presencia en los alrededores de restos cerámicos con una amplia cronología que abarca desde el III al I milenio a. c.
En el término municipal se encuentran diversos petroglifos, habiendo motivos propios del grupo galaico de arte rupestre de la Edad del Bronce, como cazoletas y círculos concéntricos, que conviven con otros de cronología más moderna. 
En la parroquia de Adai se pueden observar tanto petroglifos con forma de cazoletas como motivos cruciformes. 
En las parroquias de Bacurín, Camoira y Labio se han encontrado petroglifos constituidos por círculos concéntricos.
De esta misma época datan restos cerámicos hallados en la parroquia de Orbazai y que se identifican con un origen funerario.

## Cultura castreña
En 2017 se encontraron restos de viviendas típicas de un  poblado castreño en el centro de la ciudad, lo que vino a indicar que, previamente a la llegada de los romanos y fundación del campamento militar, ya existía un castro en el lugar. Otra evidencia de ese asentamiento podrían ser las cabañas circulares y materiales  castreños localizados  bajo restos  romanos  de  época  Claudia en la cercana Avenida Rodríguez Mourelo.
Además de lo anterior, se han localizado en la ciudad otros dos asentamientos castreños, pero en este caso alejados del centro. El primero de ellos se localiza en Agra dos Castros, próximo al barrio de la Piringalla, con una cronología que abarca desde en el siglo I a. c. hasta el siglo III d. c., contando con una fase de ocupación de época prerromana y otra de época romana. El otro asentamiento se trata del Castro de Gomaros, en las inmediaciones del núcleo de A Croa, en Albeiros.
Por otro lado, en el ámbito rural del término municipal se han catalogados otros 39 castros, lo que da una idea de la alta densidad de este tipo de asentamiento en la zona. 
Según Claudio Ptolomeo, geógrafo griego del siglo II d. c., Lugo se localizaba en el territorio de los Caporos, el cual se extendía hasta la ciudad de Iria, en el actual ayuntamiento de Padrón.

## Lucus Augusti

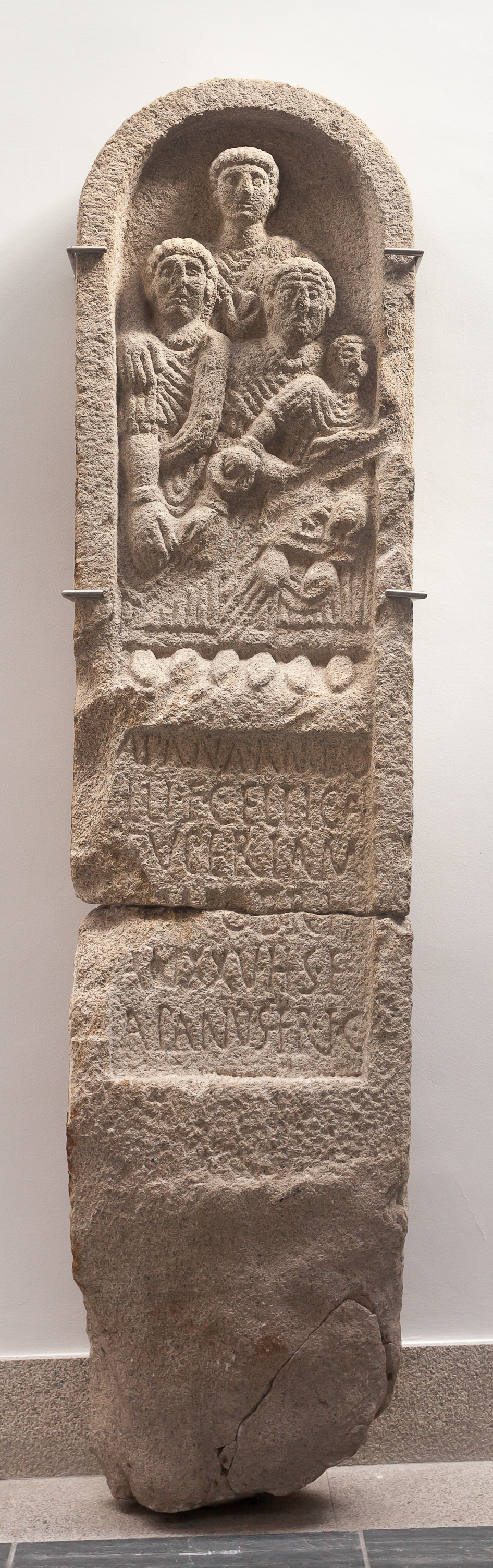
Estela funeraria encontrada en Crecente con una inscripción latina que dice: «Aquí yace Apana, hija de Ambolo, céltica supertamárica, de Miobre, que murió a los 25 años. Su hermano Apano mandó hacer».

### Alto Imperio

#### Origen de Lucus Augusti
Existen dos teorías contrapuestas sobre el origen de Lucus Augusti:
La primera, la única hasta hace poco, habla de la fundación de Lugo (alrededor del 25 a. C.) al trasladar Caius Antistus Vetus, el general romano que dirigía las tropas que participaban en las guerras cántabras (debido a la ausencia por enfermedad del emperador Augusto) provenientes de Lusitania, el campamento militar que fundó en Astorga a un asentamiento castreño. En este campamento, base del que sería Lucus Augusti, crearía una ceca para acuñar moneda para pagar a la media legión (cinco cohortes) que tenía a su mando.
Por otro lado, otras investigaciones apuntan hacia un origen religioso o simbólico, lo que coincidiría con la explicación etimológica del nombre indígena, por el contrario el término "Lucus" parece proceder de una raíz "Luc-", "Lug-" o "Llug-", coincidente con el nombre de "Lugh", una divinidad céltica relacionada con la luz y con todo lo que brilla. Además, en dos lugares lucenses (Sinoga-Rábade) y (Liñarán-Sober) aparecen dioses con el apelativo Lugobes, Lucoubus y semejantes. Otra teoría sobre la etimología del topónimo habla sobre que los romanos formaron un "Lucus" (del latín: claro en el bosque) o bosque sagrado, siendo el sitio un lugar sagrado de reunión por todos los castreños de los alrededores.
Esta tesis está reforzada por el hecho de que, en unos momentos en los que la difusión del culto imperial era casi tan importante como las campañas militares, un lugar de estas características sería idóneo para instalar una ciudad dedicada a Octavio Augusto. El nombre de la ciudad recibiría el título de Augusti a modo propagandístico, para asimilarse a la tradición indígena.
Sin embargo, la teoría que más fuerza está ganando en los últimos años es la del campamento militar. Y, en cualquier caso, la elección de la localización de la nueva capital conventual (considerando la inexistencia de ciudades previas a las romanas en todo el noroeste) cumpliría perfectamente sus necesidades al ser accesible para todos los pueblos que pertenecían al conventus, estar bien comunicada, contar con aguas termales y contar con un río navegable hasta el Sil.

#### La fundación de Lucus Augusti
| V.C.A.M. CAESARI PAVLLVS FABIVS MAXVMVS LEGAT CAESARIS V(rbis) C(onditori) A(ugusto) M(onumentum) Caesari Paullus Fabius Maxumus Legat(us) Caesaris —Inscripción de los monolitos fundacionales de Lucus Augusti |

En cualquier caso, poco después (entre el 15 a. C. y el 13 a. C.) Paulo Fabio Máximo, legado del emperador Octavio Augusto que participaba en la organización política del noroeste de la península ibérica, funda en las coordenadas tolemaicas de 7°25′-44°25′) la ciudad de Lucus Augusti. De esta forma se consagraba el pacto sagrado, Sacramentum, entre Augusto y los habitantes de Gallaecia por el que estos se mantendrían leales y en paz constante, habitando las ciudades y campamentos romanos. Para sellar este pacto sagrado, uno de los cuatro que Augusto estableció con los pueblos limítrofes del Imperio, Augusto mandaría acuñar entre el 12 a. C. y el 14 d. C. una serie de monedas conmemorativas. Para poblarla, Paulo Fabio Máximo, licenció a los soldados de mayor edad dándoles tierras para cultivar y sustituyéndolos por soldados galaicos.
Se conservan hoy en día tres monolitos fundacionales de la ciudad, se cree que falta uno por encontrar, ya que según el rito fundacional, debería haber cuatro.

#### Desarrollo de Lucus Augusti durante el Alto Imperio
Desde la fundación de la urbs de Lucus no se disponen de muchos datos sobre su evolución inicial. Sin embargo, se supone que comenzó a crecer poco a poco.
Su posible origen no militar no representaría ningún problema de cara a la importancia que fue adquiriendo casi desde su comienzo tanto desde la perspectiva político-administrativa –como capital del convento jurídico del noroeste hispánico, el Conventus lucensis–, como económico –control de la explotación y distribución de las riquezas, centro comercial agrario–, e incluso militar, como evidencia la muralla que se levantaría durante el siglo III.

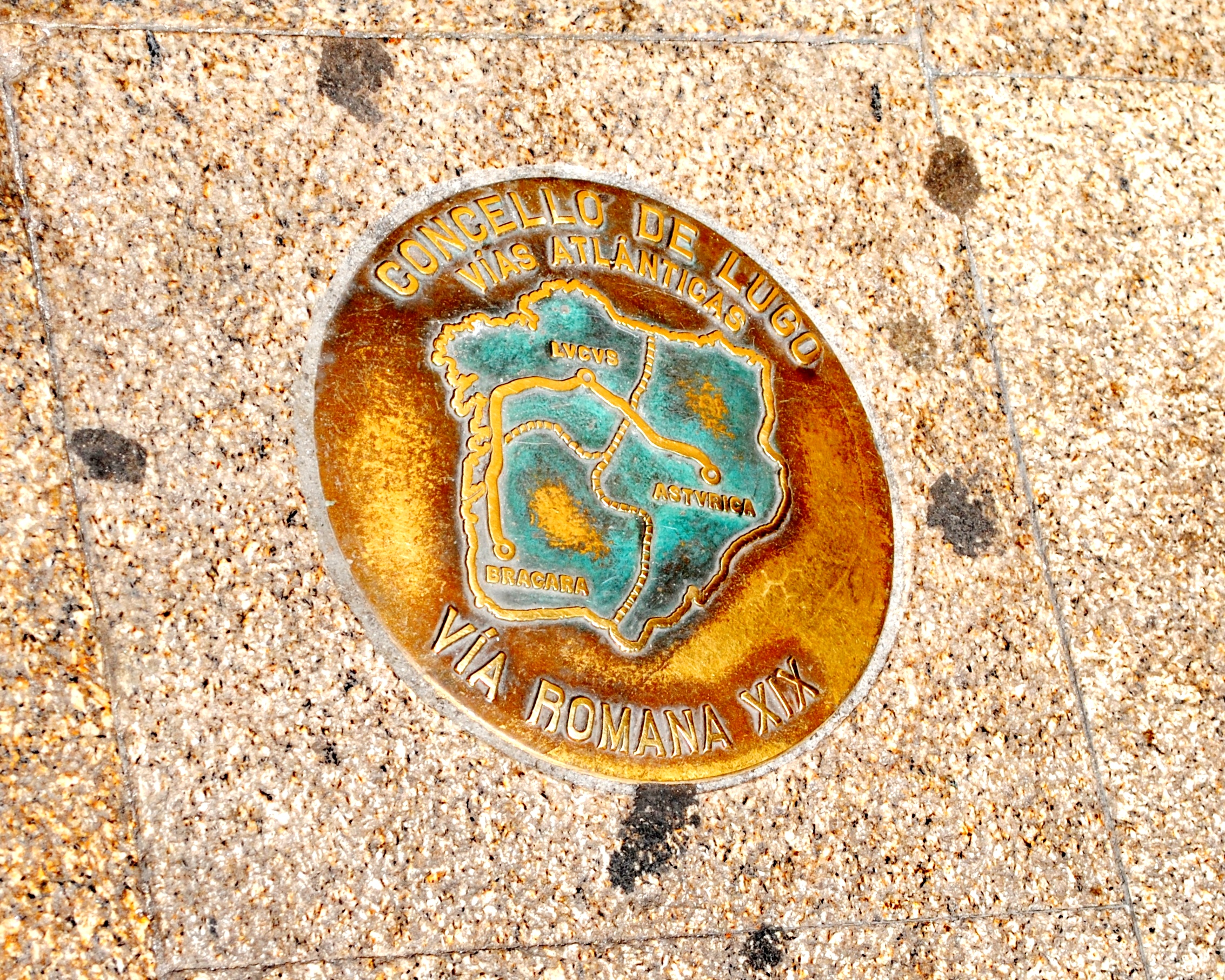
Placa en la Plaza Mayor de Lugo.

Lucus Augusti fue un importante nudo de comunicaciones debido a su situación central entre los principales núcleos de Gallaecia, además de estar entre la costa y las zonas del interior, explotadas como minas –uno de los principales motivos de la conquista fue por su significado económico–. Así, por Lucus, ya desde el comienzo, pasarían las vías romanas XIX y XX, a medio camino entre Asturica Augusta (Astorga) y Bracara Augusta (Braga), las otras dos capitales de los conventos galaicos. Estas vías también conectarían con Iria Flavia (la XX) y con Brigantium (la XIX). De las entradas a la ciudad (construida ya la muralla) se supone que había una (por el sureste), así como dos salidas (una hacia el norte y otra hacia el oeste).
Hablando de estas vías de comunicación, es necesario hacer referencia al Puente romano, aún en pie hoy día, que formó parte de la Vía XIX camino a Bracara Augusta pasando por Iria Flavia.
En el siglo I se construye el acueducto que captaba sus aguas en los manantiales que se encontraban cerca del castro de La Piringalla.
Entre 214 y 216 Lugo se convierte en la capital de una nueva provincia, Hispania Superior, creada por Caracalla separando los conventos lucense y bracaranse (el territorio conocido como Callaecia) de la Hispania Citerior. En 235 Maximino Tracio re-unifica ambas provincias.

### Bajo Imperio

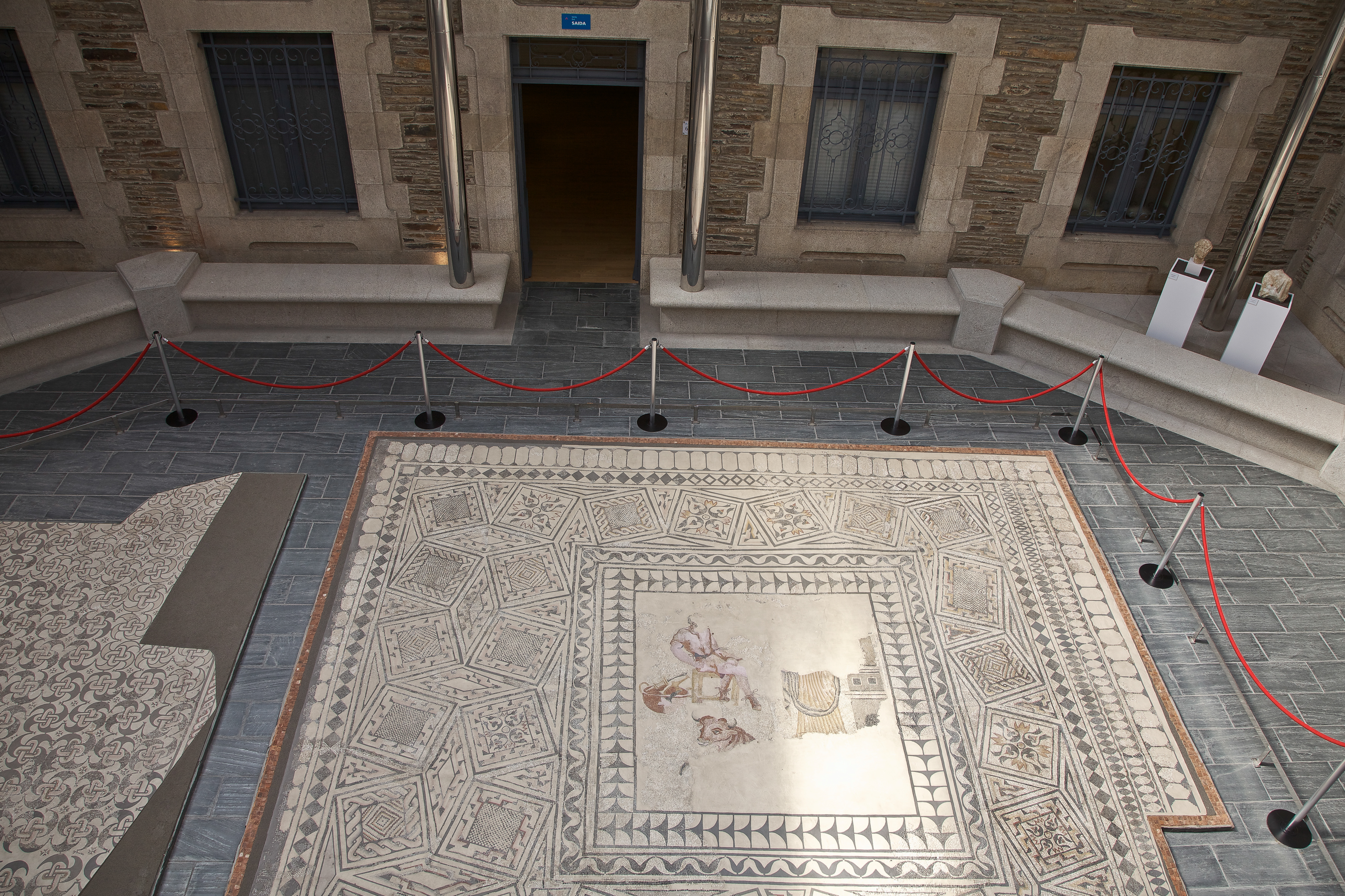
Mosaico de Dédalo y Pasífae (s.III).

A finales del siglo III tiene lugar un nuevo episodio reformista en todo el imperio impulsado por Diocleciano, dentro del cual se incluye la creación de la nueva provincia de Gallaecia. Este nuevo avance económico, político y administrativo permite que Lugo mantenga su vigor en un momento en el que otras urbes comienzan un declive urbano y de población. Eran tiempos críticos desde el punto de vista político y militar a causa de las invasiones fronterizas llevadas a cabo por los pueblos germánicos.
A partir de ese momento y durante todo el siglo IV la ciudad conoce un nuevo periodo de reformas urbanísticas motivado fundamentalmente por la construcción de un bastión defensivo de 2 266 metros coronado por 85 torres que se terminó de construir a principios del siglo IV. La Muralla de Lugo introdujo importantes cambios en la fisionomía de la ciudad, ya su construcción, al adaptarse a la topografía del terreno, deja fuera amplias zonas situadas al suroeste, ganando una estrecha franja de territorio hacia el norte y el noreste, donde espacios antes reservados a la necrópolis y a la actividad artesanal quedan ahora integrados en el nuevo entramado urbano.
Durante la ejecución de la obra, seguramente a petición de la comunidad paleocristiana, se proyectó una modificación del trazado desplazando unos metros en dirección oeste la localización de la actual Puerta de Santiago con el pretexto de ganar más espacio intramuros y crear una plaza delante de la básilica paleocristiana.
En el siglo V, según indica el Notitia Dignitatum, se encontraba en Lugo la III Cohors Lucensis con motivo de defender las importantes minas lucenses de oro y estaño.

## Lugo en la Edad Media

### Alta Edad Media (ss. V - XI)
Durante esta etapa la ciudad experimenta una progresiva derivación hacia un nuevo centro urbano situado alrededor de la nova basílica cristiana.

#### El Reino Suevo de Galicia
El convento lucense quedó al margen de las luchas que enfrentaron a los suevos de Hermerico con los alanos y vándalos de Gunderico.
En la Pascua del 460 los suevos, a las órdenes del rey Frumario, toman Lugo y asesinan al rector, el gobernador provincial romano que mantenía la legitimidad imperial en la Gallaecia no ocupada por los suevos, y a otros nobles galaico-romanos.
En 460, Mayoriano, el Emperador de Occidente, y Teodorico II deciden intervenir en la guerra civil que enfrentaba a Frumario y a Requimundo y envían al conde Nepociano, magister utriusque militae (general en jefe) de Maioriano en la Hispania y al conde visigodo Sunierico que derrotarían a los suevos cerca de Lugo tomando y saqueando la ciudad. Lugo fue la capital del reino del norte tras la división del Reino Suevo en dos mitades.
Poco después, en 460 o 461, Requimundo se apodera de la ciudad. En 461, Requimundo recibió en Lugo a la embajada que, procedente de Tolosa, dirigían el noble galaico Palagorio y el conde godo Cyrila.
En 465 Remismundo reunifica el reino y Lugo, como todo el noroeste, se integra en este. Momento a partir del cual la historia de Galicia entra en un siglo de oscuridad sobre el que no se dispone de documentación.
El rey suevo Miro convocó en el año 569 un Concilio en la ciudad de Lugo en el que se produjo la conversión oficial del reino al catolicismo (...ad confirmandam fidem catholicam...).
En el año 572 el rey Miro convocó un nuevo concilio en Braga, siendo obispo metropolitano bracarense Martín, en el que se elevó la diócesis lucense a sede metropolitana (siendo nombrado arzobispo el ya obispo Nitigisio (569-589)), pasando a depender de ella los obispos de Astorga, Iria Flavia, Orense y Tuy. Este Concilio acordó que los términos de las diócesis de cada ciudad fueran alterados de la antigua autoridad. Miro concedió a la Igresia de Santa María de Lugo (que luego sería Catedral) once condados: Chamoso, Sobrada, Navia, Sarria, Páramo, Pallares, Deza, Monterroso, Ulla, Narla y Montenegro.

#### Dominio visigodo
En 585, el rey visigodo Leovigildo derrotó a Andeca, finalmente el último rey suevo de Galicia, desterrando a Nitigisio y nombrando en su lugar al obispo arriano Becila. Con la destrucción del reino suevo, Lugo perdió su condición de sede metropolitana (al desaparecer la división de Galicia en dos provincias). y comenzó un periodo de decadencia que aumentó con la invasión musulmana del siglo VIII.
En Lugo acuñaron moneda con total seguridad los reyes visigodos Recaredo I, Suintila, Chintila, Tulga, Chindasvinto, Égica y Witiza. Existen trientes que así lo demuestran. Existen dudas de si lo hicieron Sisebuto y Sisenando.
El último obispo conocido anterior a la invasión musulmana de 711 es Potencio, consagrado en 688, quien acudió al XVI Concilio de Toledo del año 693, reinando Égica.

#### Dominio musulmán
| "Tenía en tanto Muça ben Sosair vehementes deseos de penetrar en la comarca de Galicia, asiento de los infieles, y hacía preparativos para eso, cuando vino Moguits Ar-Romí, [...] enviado del Califa, y le rogó esperase hasta cumplir su designio de ir allí, expedición a la cual podía acompañarlo, y tomar su parte en las ganancias y presas. Moguits consintió, y con el fue hasta llegar a las ásperas pasajes del Norte; conquisto los castillos de Viseu y Lugo, y allí se detuvo, mandando exploradores, que llegaron hasta la pena de Pelayo, sobre la mar Océana. No quedó iglesia que no fuese quemada, ni campana que no fuese rota. [...] Cuando Muça se encontraba en la cima de su victoria y lleno de esperanzas, vino un segundo enviado del Califa, llamado Abó Naçr, que [...] le hizo, en efecto, volver desde Lugo, ciudad de Galicia, regresando por el desfiladero llamado de Muza." —Ahmed ibn Mohammed al-Maqqari (1629) |

Musa, en la primavera de 714, desoyendo las órdenes del enviado del Califa, llegó a Astorga para cumplir su deseo de conquistar el único reino ibérico que quedaba fuera del dominio musulmán: Galicia. El gobernador musulmán  Muza toma Lugo, donde residía el dux provinciae de la Galicia visigoda, tras un pacto rendición que evitó la destrucción de la ciudad y estableció una base militar bautizando la ciudad como Lek, que significa "mirador". A Lugo llegó el segundo enviado del Califa, Abú Nagr, con órdenes tajantes de que el rebelde conquistador fuese a rendir cuentas a Oriente. Fue entonces, junto a Tariq, quien regresaba de la campaña de Aragón, cuando Muza abandonó Galicia y la península ibérica, a las que no regresaría.
Tras la retirada de Muza, los bereberes ocupan Galicia, asentándose en Lugo al lado del río Miño, la tribu de los Awraba (de la que proviene el topónimo Orbazai), y es el emir al-Hurr (716-718) quien establece en Lugo por primera vez autoridades árabes.
Poco después de la llegada de los musulmanes a Lugo (740-741) se produce una rebelión antiárabe de las guarniciones bereberes que abandonan todas sus posiciones al norte de la Sierra de Gredos para enfrentarse en Guadacelete al ejército de árabes y sirios de Balch.

#### Reino de Asturias
La retirada de los bereberes permite al monarca astur Alfonso I el Católico centrarse en la dominación de los pueblos gallegos, Galleciae populi, que se resistían tanto al dominio astur como al musulmán. Alfonso I ocupa Lugo sin encontrar resistencia e instaura alrededor del 750 a Odoario como obispo encomendándole la repoblación de la ciudad. Odoario, quien falleció alrededor del año 780, sería venerado como santo durante algún tiempo.
Durante esta época y hasta mediados del siglo IX, Lugo fue la única ciudad en toda Galicia y la única que merecería tal nombre en todos los dominios cristianos. Con el tiempo, la ciudad sufre una reestructuración urbana en el espacio comprendido entre las actuales Puerta Miñá y Puerta de Santiago. El testamento del prelado registra la repoblación de una ciudad en ruinas sobre la que se asentará un núcleo de población, un "locus eclesiasticus" (desarrollado alrededor de la sede episcopal) que más tarde recibirá el nombre de Burgo Viejo.
Los obispos de Lugo, residentes aquí al amparo de su fortaleza, actuarían hasta el siglo XI (fecha de la conquista cristiana de Braga), como metropolitanos al incorporar a sus títulos el de obispos de Braga. Lugo fue, por tanto, sede metropolitana de facto mas no de iure.
A comienzos del siglo IX Teodomiro, obispo de Iria Flavia, afirmó haber encontrado la tumba del Apóstol Santiago en un lugar despoblado de la actual Santiago de Compostela. Un río de peregrinos comenzó a llegar desde todos los puntos de Europa a este nuevo lugar sagrado. Este río de gente llegaba a través del Camino Primitivo que pasaba por Oviedo y por Lugo para evitar los dominios musulmanes más al sur. Lugo creció considerablemente a lo largo de la Edad Media, a pesar de las disputas entre los señores laicos y eclesiásticos, el poder real y los burgueses, y el pueblo.
En 830 Alfonso II de Asturias nombra a su protegido Ramiro I gobernador de Galicia instalándose este en Lugo con su familia. Tras la muerte de Alfonso II, en el año 842, Ramiro, que fue nombrado su sucesor, se encontraba fuera del reino a causa de su boda, hecho que aprovechó el comes palatii y cuñado de Alfonso II, Nepociano, para hacerse coronar rey con el apoyo de vascones y asturianos. Ramiro regresó a Lugo, reunió un gran ejército en la ciudad y partió hacia Oviedo derrotando a las tropas de Nepociano, convirtiéndose así en rey. Su hijo Ordoño se quedó en Lugo como gobernador.
En 833 nació en la ciudad el religioso Froilán, nombrado obispo de León y reconocido como santo por la Iglesia Católica.
En 866, antes de llegar Alfonso III a Oviedo para ser coronado, Fruela Bermúdez, conde de Lugo, ocupa Oviedo con su ejército usurpando el trono. Ese mismo año varios nobles partidarios de Alfonso III derrotan y ejecutan a Fruela.
En 874 Flacidio, conde de Lugo, se rebela contra Alfonso III a causa de sus tendencias centralizadoras. La sublevación termina con la muerte del conde a manos de los generales del rey.
Ciento cincuenta años después de la repoblación llevada a cabo por Odoario, Lugo seguía a medio poblar. El 7 de junio de 910 los condes del territorio lucense se comprometieron con Ordoño II a restaurar las viejas casas de la ciudad, que se encontraban en ruinas, y a establecerse allí con sus mujeres antes del día de San Pedro.

#### Reino de Galicia
A pesar de esto, Lugo siguió siendo una ciudad demográficamente empobrecida, lo que prueba el hecho de que el 1 de noviembre de 968 sus habitantes, entre ellos infanzones o milites del obispo Hermenegildo II –nombrado en 950– que tenían de este en beneficio sus comitatus o encomiendas, prometen al obispo acogerse en Lugo y construir allí nuevas casas antes del día de San Martín. Ese mismo año, doscientas naves vikingas al mando de Gunderedo desembarcan en Galicia venciendo al obispo de Iria Flavia Sisnando Menéndez en la batalla de Fornelos, victoria tras la cual se esparcirían por toda Galicia. Hermenegildo, con sus huestes, consiguió defender la ciudad del asalto vikingo mas no puedo evitar que destruyeran, ya para siempre, la antigua sede de la diócesis de Britonia que luego pasaría a Mondoñedo.

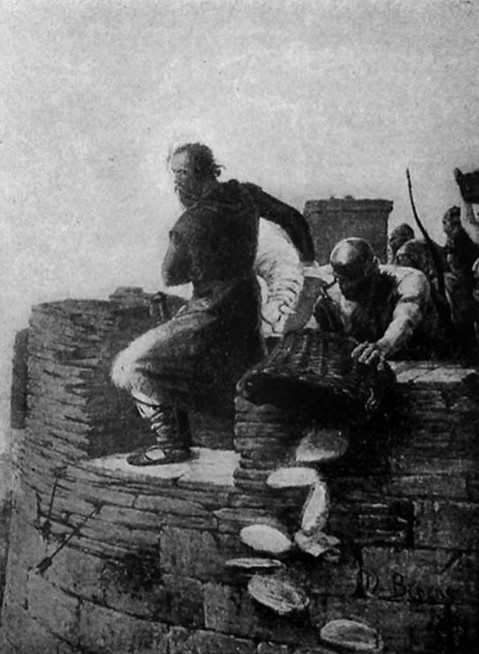
Obra de Modesto Brocos, Defensa de Lugo, que ilustra la estrategia urdida por los habitantes de Lugo ante el asedio de las tropas de Almanzor.

Según la leyenda, Almanzor sitió Lugo en septiembre de 997. Pasaba el tempo y la ciudad no se rendía. Almanzor esperaba que el hambre doblegaría antes o después a los defensores. Sin embargo, los sitiados idearon la estrategia de tirar desde lo alto de la muralla unos bollos de pan y un cordero para hacer creer a Almanzor que aún les quedaba suficiente comida. Almanzor cayó en el engaño, renunció a la toma de la ciudad y ordenó levantar el asedio.
A principios del siglo XI la diócesis de Lugo adquiere una gran importancia al ver agregados a su territorio, además del de la diócesis de Braga, el territorio de la de Orense, devastada por los vikingos de Gunrod.
En 1032 el conde Suero Gundemáriz y otros aristócratas gallegos se levantaron contra el rey Bermudo III fortificándose en los montes y colinas. Bermudo acudió con un ejército refugiándose en Lugo, desde donde presentó combates; en la comarca de alrededor los montes estaban tomados por los rebeldes, que los habían fortificado. Al final, Bermudo pudo vencer a los sublevados obligándolos a volver a las llanuras. Sancho III el Mayor aprovechó esta rebelión para enviar tropas vasconas a Lugo, que no hicieron otra cosa que devastar la región.
En 1073, como consecuencia del encarcelamiento de García I, Lugo fue el centro de una rebelión liderada por el conde Rodrigo Ovéquiz y sus hermanos Pedro y Bermudo Ovéquiz contra el rey Alfonso VI. Tras ser derrotados a Zaragoza, Rodrigo lidera de nuevo otra revuelta en 1087 esta vez con el apoyo del obispo de Santiago, Diego Peláez, ofreciéndole el Reino de Galicia a Guillermo el Conquistador. La revuelta fue sofocada y tuvo como consecuencia el exilio de Rodrigo y la entrega de sus bienes a la catedral lucense el 18 de junio de 1088 Al parecer, el conde Rodrigo siguió sin darse por vencido y regresó de nuevo a Lugo de donde volvió a ser desterrado por el rey Alfonso VI.

### Baja Edad Media (ss. XII - XV)
Se puede considerar la rebelión de Rodrigo Ovéquiz como la última de las grandes revueltas de la nobleza gallega, la muerte de García de Galicia y la entrega en 1088 por parte de Alfonso VI del señorío de la ciudad a los obispos lucenses como la entrada de la ciudad en la Baja Edad Media. El dominio del poder eclesiástico es una de las características más importantes de esta etapa de la historia de la ciudad.

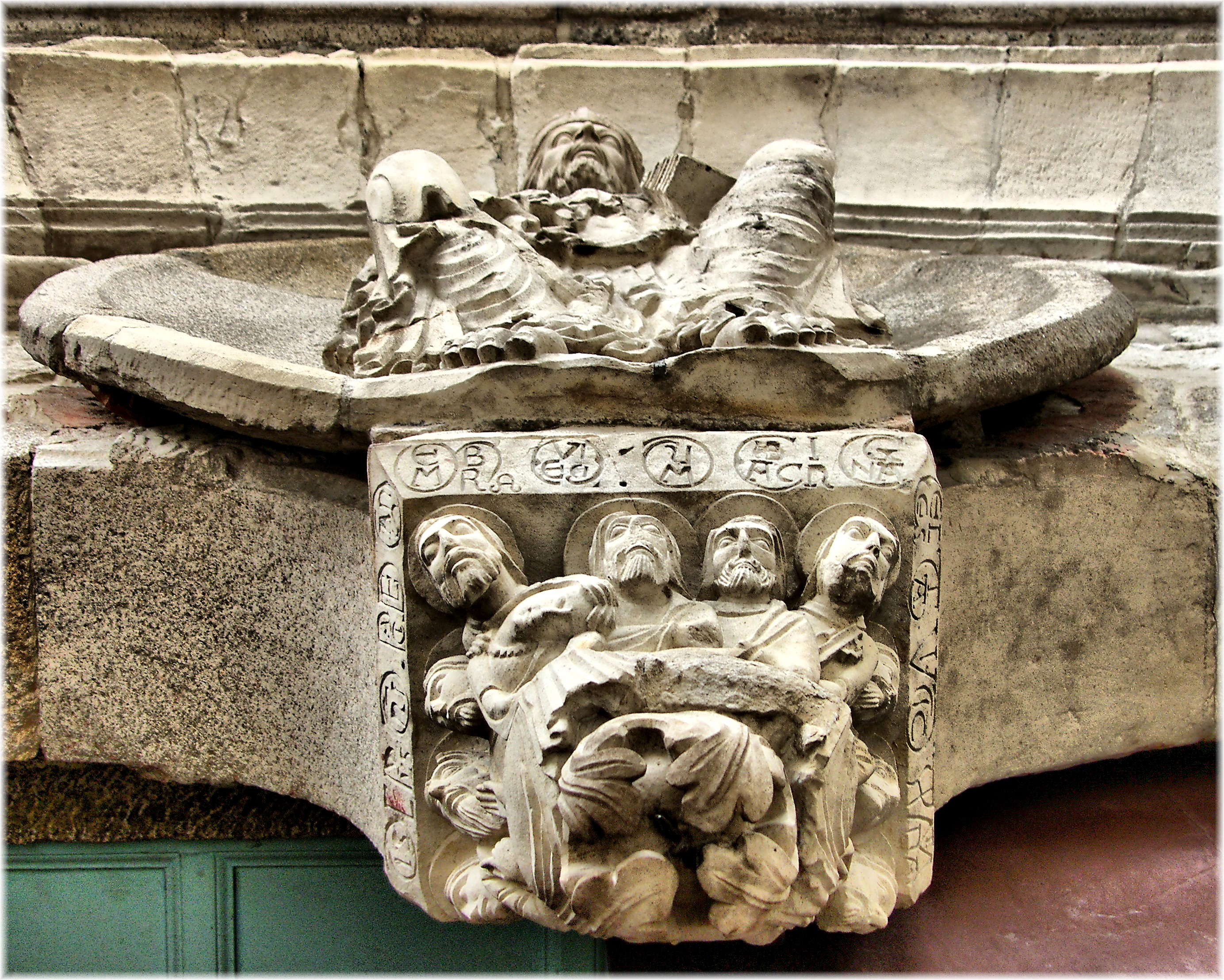
Puerta Norte de la Catedral de Lugo. Pantocrátor con escultura en forma de capitel (pinjante) representando la Última Cena.. La estrofa dice: DISCIPULUS DOMINI PLACIDE DANS / MEMBRA QUIETI DUM CUBAT IN CEA / CELESTA VIDIT AMENA.

En 1120, el obispo Pedro se reparte con el Cabildo la mitad de la jurisdicción de la ciudad, en la que se comprendía el Burgo Nuevo, numerosas parroquias y la tercera parte de todos los portazgos de la ciudad. Esta titularidad compartida daría lugar a numerosos enfrentamientos que no acabarían hasta el siglo XVII con la cesión por parte del Cabildo de su jurisdicción. En esa época se inicia el proceso de urbanización de la ciudad como núcleo urbano.
En 1129 comienza la construcción de la nueva Catedral ya que la anterior se encontraba muy deteriorada a causa del incendio sufrido en el siglo XI y los destrozos ocasionados por el cerco de Alfonso VI al conde Rodrigo Ovéquiz.
En 1157 estalla una revuelta contra el obispo, liderada por los burgueses, que lo obligan a huir de la ciudad. Como consecuencia, Fernando II de León pone fin al poder señorial del obispo sobre la ciudad. Los burgueses, organizados en hermandades y cofradías, ponen la ciudad al mando del Ayuntamiento que nombra a los magistrados locales y usurpan los bienes de la Iglesia. Mas, en 1159, Fernando II se retracta del scriptum que había firmado y restableció el mandato de Alfonso VI, provocando nuevos incidentes que no terminarían hasta la llegada del rey a la ciudad el 20 de mayo de 1161 para reafirmar la plena autoridad y jurisdicción del obispo.
En 1172 los vecinos de Lugo se amotinaron contra el juez-canónigo. Este se refugió en la Catedral donde fue asesinado con otros nueve canónigos. El obispo Juan tuvo que huir, mientras los vecinos se constituían en ayuntamiento y se repartían cargos civiles. Al calmarse la situación el obispo regresó, pero fue apedreado el día de Pentecostés.

#### Lugo durante las guerras contra Castilla
El hecho de que en el año 1230 el rey castellano Fernando III se apoderase de los reinos de Galicia y León tras la muerte de su padre Alfonso IX de León, marcó uno de los acontecimientos políticos más decisivos de toda la historia gallega. Galicia perdía desde ese momento su soberanía convirtiéndose en un reino periférico, gobernando desde Castilla y cuyas ciudades fueron perdiendo poder en favor de las ciudades castellanas.
En 1232, aprovechando la visita del rey a Lugo, el Ayuntamiento le mostró sus privilegios negándole el señorío al obispo, pero Fernando III los mandó prender y entregar el poder al obispo, declarando subrepticia la carta de su padre.
En 1288 se inaugura el cementerio y capilla de las Ánimas, en el interior del recinto amurallado, cerca de la Puerta Falsa de la muralla romana.
En 1304, el infante Felipe con ayuda de Fernán Rodríguez de Biedma, derrotó en Monforte de Lemos a Fernando Rodríguez de Castro, que murió en combate. Fernando IV le otorgó al infante Felipe todos sus títulos y posesiones pasando a ser señor de Lemos y Sarria, señor de Cabrera y Ribeira, adelantado mayor de Galicia, Pertiguero mayor de Santiago y comendero de la Iglesia de Lugo.
En 1312 los habitantes de Lugo se sublevaron de nuevo contra el obispo Juan Hernández (religioso dominico y confesor de Fernando IV, que estuvo en el cargo desde 1307 hasta su muerte en 1318), ya que este intentó recobrar el señorío de la ciudad. Por eso, los habitantes atacaron el Palacio Episcopal, capturaron a la guarnición e hirieron al obispo, quien se negó a entregarles la bandera y las llaves de la ciudad, siendo expulsado de la ciudad. El pleito fue llevado ante el rey, quien el 23 de junio de 1312 dictó sentencia a favor del obispo y en contra del ayuntamiento lucense. Además, el rey ordenó al infante Felipe, que seguía siendo Pertiguero mayor de Santiago y comendero de la ciudad de Lugo, y a Alfonso Suárez de Deza, adelantado mayor de Galicia, que hicieran cumplir el veredicto que había emitido a los habitantes de Lugo. No obstante, ambos personajes retrasaron el cumplimiento del acuerdo.
Antes de que pasaran tres meses de la sentencia, murió Fernando IV y el reino se vio envuelto en las turbulencias que provocó la minoría de edad de Alfonso XI. El Ayuntamiento retomó el pleito y, el infante Felipe, lejos de cumplir la sentencia que había dictado Fernando IV, tomó el señorío de la ciudad llegando a construir una fortaleza con dos torres para defender la ciudad de los ataques del obispo y dejó que el ayuntamiento gobernara la ciudad. El obispo buscó la alianza de don Alfonso de Valencia, hijo del infante Juan y, para atraerlo a su causa, le entregó en 1315 la encomienda de las tierras del Coto de Lugo y de Pallares. Ni la confirmación hecha por los infantes tutores del monarca, los nobles y letrados reunidos en las Cortes de Burgos en 1315, no la carta que la reina María de Molina dirigió un año después al infante instándole a cumplir y hacer cumplir la sentencia anterior, ni el breve expedido por Juan XII a instancias del obispo Rodrigo Ibáñez (quien ejerció entre 1319 y 1327), fueron suficientes para restituir al obispo en el señorío de la ciudad. La situación se mantuvo así hasta que cesó el turbulento estado del reino con la mayoría de edad del rey Alfonso XI, momento en el cual el infante Felipe entregó por escritura pública el 12 de marzo de 1327 la fortaleza al obispo Juan Martínez, quien ejerció de obispo entre 1326 y 1349 y otorgó el cargo de encomendero de la ciudad a Pedro Fernández de Castro en 1328.
En 1340, Alfonso XI de Castilla, le confirma al obispo el privilegio de señorío sobre la ciudad de Lugo, mandándole a los vecinos que le entregaran las llaves y el señorío de la villa que había tomado durante el tiempo que el obispo había permanecido en Portugal.
En 1349, Clemente VI, nombra obispo al prior del convento de los Dominicos de Lugo y confesor de Pedro I, Pedro López de Aguiar, oriundo de la Casa y Torre de Aguiar en Taboi (Otero de Rey).
En 1351, Pedro López de Aguiar, comprobando que en la villa non se nombraban alcaldes para gobernar y hacer justicia, designa a Diego Álvarez y a Lopo Alfonso para los oficios y alcaldías que estaban vacantes, recibiendo el homenaje de los vecinos de la ciudad. En 1363, funda el convento de Dominicas de Santa María la Nueva (extinguido en el siglo XIX) sobre unas casas que poseía el convento de los Dominicos en el Burgo Nuevo.
Tras la muerte del arzobispo Suero Gómez de Toledo en 1366, Fernando de Castro recibió todas las fortalezas de la mitra compostelana, también en Santiago recibirá el título de Conde de Lemos y los de Adelantado de Galicia y León. Con Pedro I en la Bayona francesa, el conde de Lemos se convirtió en cabeza de la lucha petrista y en el regente del trono, regencia que indica la suma confianza del rey en la lealtad del gallego. En seguida comenzó a hostigar a los partidarios de don Enrique de Trastámara en Galicia. Las calles enseguida recibieron ayuda del propio conde a la cabeza de un ejército. Este tomó gran parte de Galicia obligando a Fernando de Castro y a los suyos a refugiarse tras las murallas de Lugo. El duelo entre Castro-Andrade (Fernán Pérez de Andrade, importante partidario gallego del de Trastámara) no se hizo esperar, y durante dos meses el Conde de Lemos frenó las embestidas enemigas y defendió la ciudad. Una vez más y contemplando la imposibilidad de triunfar en aquella lid, Enrique optó por echar mano de la diplomacia y convencer a Fernando de la conveniencia de unirse a su bandera. Fernando de Castro se negó.
En 1386 María Castaña, esposa de Martín Cego, encabeza una revuelta contra la Iglesia por los abusivos tributos que Pedro López de Aguiar cobraba a través de su mayordomo y recaudador Francisco Fernández llegando a matar a este último. Sofocada la revuelta, María Castaña y sus cuñados o fillos Gonzalo y Alfonso son apresados y obligados a donar a la Catedral sus posesiones en el coto de Cereixa y al pago de mil maravedís.
En 1390, Pedro López de Aguiar, renuncia al obispado a causa de su avanzada edad y es sucedido por Lope de Salcedo, que sería obispo de Lugo hasta su asesinato en 1403. Este obispo estuvo en conflicto constante con sus vasallos, tanto con los labradores de las parroquias del coto de Lugo quienes, entre 1390 e 1401, quejándose de los agravios recibidos, se negaron a pagar tributos y cumplir con sus prestaciones de trabajo; coma con ciudadanos que terminarían por matarlo, de lo que da testigo una sentencia de muerte y expropiación de bienes de un nutrido grupo de ciudadanos, todos ellos en rebeldía, autores del asesinato o cómplices de la conspiración que da a entender la sentencia.

### Guerras irmandiñas y ladomadel reino de Galicia
En 1457 la ciudad se rebela contra el obispo García Martínez de Baamonde.
Ante la inminente instauración da Irmandade en Galicia, los principales nobles gallegos aparcaron momentáneamente sus diferencias ancestrales y acudieron al gobernador de Galicia, el conde de Ribadeo, para advertirle del peligro y transmitirle una propuesta que debería presentar de inmediato en la Corte: ellos garantizarían el orden público en el reino si los monarcas renunciaban a instaurar la Hermandad en Galicia y, de paso, aportarían una elevada suma de dinero a los reyes para que ni siquiera se molestaran en imponer recaudadores. Mientras se resolvía en la Corte esta propuesta, los caballeros se reunieron en Lugo durante el mes de octubre de 1477, redactando un acuerdo en el plasmaron estos principios.

## Lugo en la Edad Moderna

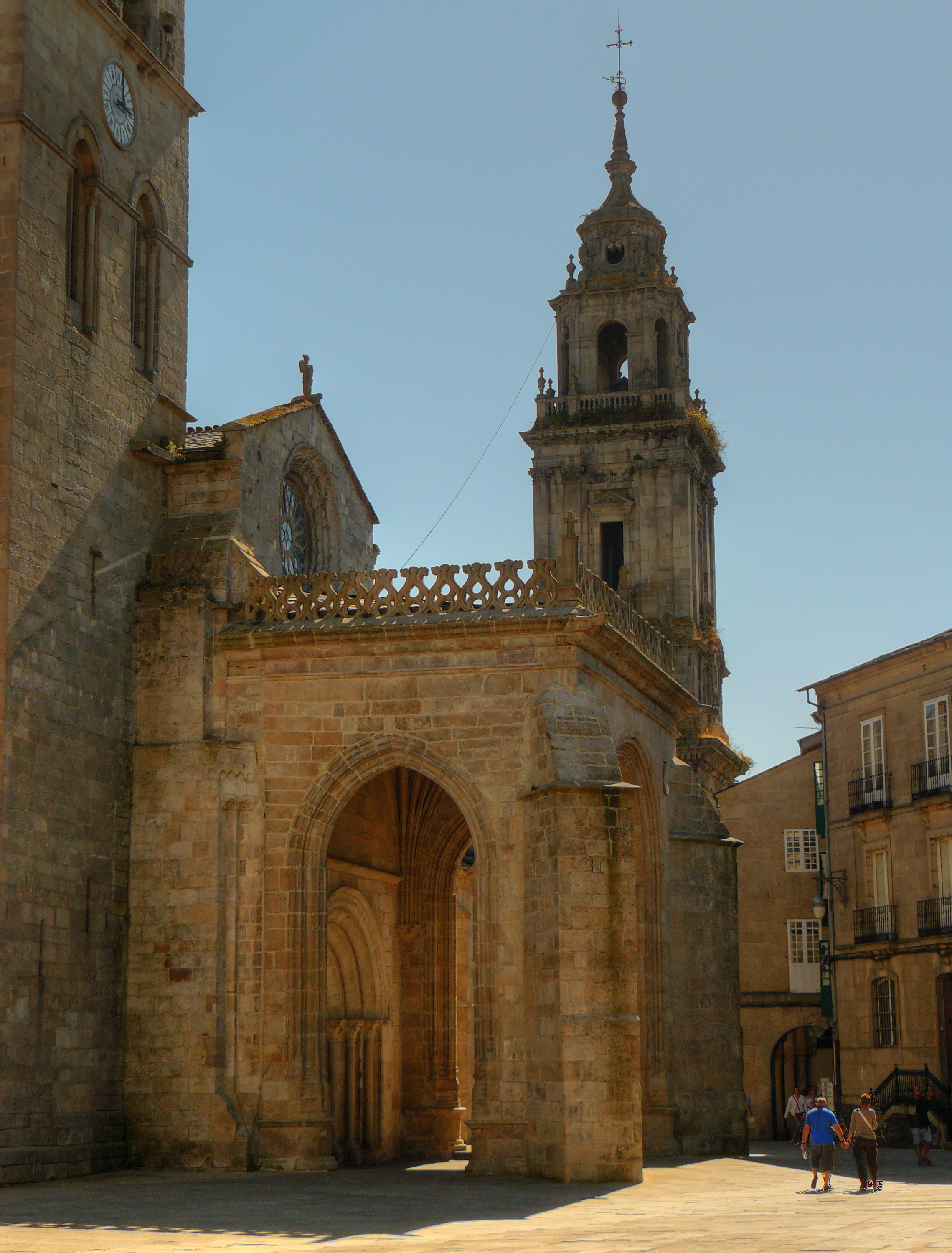
Puerta Norte románica de la Catedral de Lugo acubilada por un pórtico de principios del mandado levantar por el obispo Pedro Ribeira.

La Edad Moderna comenzó en Lugo y el resto de Galicia, a finales del siglo XV. con su inclusión definitiva dentro del proceso de construcción del Estado español.
En 1528 Lugo es nombrada capital del Reino de Galicia por Carlos I, pero inició una etapa de largo declive que se prolongó a lo largo del siglo XVI y XVII, a la vez que Santiago de Compostela cobraba mayor importancia.
De 1568 a 1570, Lugo padeció una serie de epidemias que dieron lugar al aislamiento de la población, hasta darse el caso de tener que clausurar casas y calles.
El 13 de junio de 1599 se creó el seminario diocesano, que no comenzó sus actividades hasta 1624, por problemas económicos. En origen, cada arciprestado tenía derecho a cierto número de plazas en el seminario, determinado de acuerdo con la contribución económica que realizaba.
| "Item para que zesen inconbenientes que suele haver entre nuestro merino y alcalde mayor y los alcaldes ordinarios desta nuestra ciudad en rracon de prevencion de los negocios en primera ynstancia y de la ynibicion en grado de apelacion y para que se evitten las muchas costas y gastos que cerca de lo uno y de lo otro se causan a nuestros vasallos queremos y mandamos que el juez que primero comencare a escrivir y acer auttos en el negocio le prevenga y conosca del en primera ynstancia sin que otro pueda yntrometerse en su conocimiento y estto siquiera aya sido por auto de oficio dilacion... y concurriendo en un mismo tiempo a conocer de un delito el merino y los alcaldes ordinarios quealquiera dellos sea preferido el merino por mayoria de oficio" —Ordenanza del obispo Diego de Vela, 1629 |

Hacia 1600 Lugo tenía alrededor de 2000 habitantes, probablemente menos de la mitad de población que en el Bajo Imperio.
En el siglo XVIII comenzó un nuevo ascenso económico y cultural de Lugo, que tiene su hecho simbólico en la concesión de privilegio real por parte de Fernando VI para las ferias de San Froilán en el año 1754. Estas ferias tenían una extraordinaria importancia económica, abastecían de ganado caballar y mular a la agricultura de León y Castilla y, convirtieron la ciudad en la gran capital agraria de Galicia.

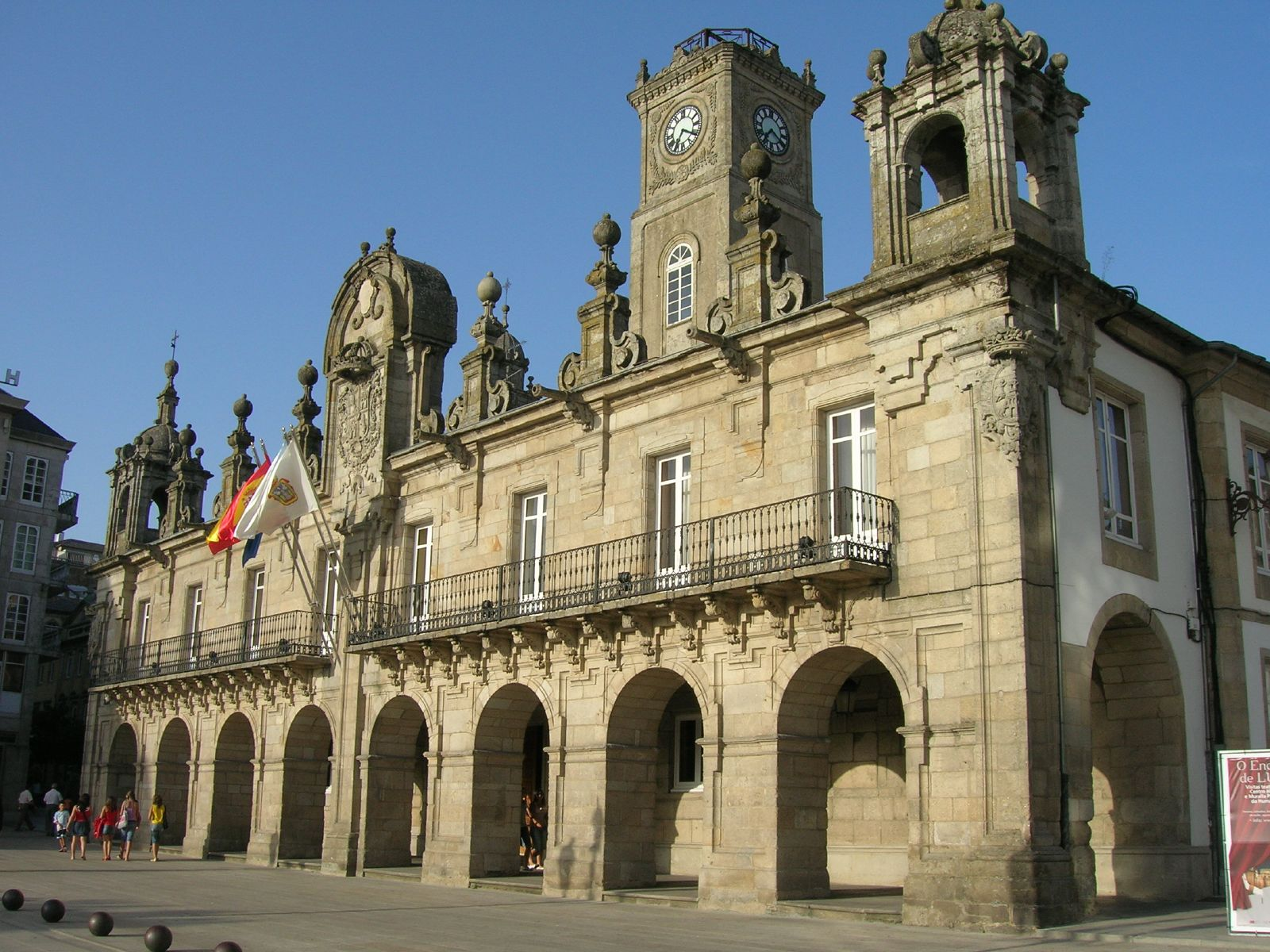
Casa do Concello, construida entre 1738 y 1744 sobre la anterior, del siglo XVI, por Lucas Ferro Caaveiro, es considerada uno de los máximos exponentes del barroco civil gallego.

El obispo Izquierdo, que ejerció entre 1748 y 1762, fue el prelado que promovió las mejoras en el abastecimiento de agua, inauguradas en 1754, que incluyeron la reconstrucción del antiguo acueducto romano y la construcción de fuentes en la ciudad, como la de San Vicente en la Plaza del Campo. Ordenó también la construcción, en la Plaza de Campo Castillo, de un edificio destinado a servir como cárcel sobre el antiguo castillo medieval y, además de afrontar la reforma de varios edificios religiosos, convirtió la puerta de Santiago en una vía de entrada y salida de la ciudad plenamente pública, facilitando la comunicación con el Camino de Santiago.
En 1773, bajo el mandato de Carlos III, Lugo queda comunicado por carretera con Madrid y La Coruña por medio del Camino Real.
A inicios del siglo XVIII, el Ayuntamiento, angustiado por la falta de recursos económicos, decidió vaciar los huecos existentes entre los cubos de la muralla por una renta anual de cuatro reales cada uno, con la finalidad de que los particulares construyeran edificios o hiciesen huertas, algo que ya se había hecho en el siglo XVI. En 1787 había 52 edificaciones, prohibiendo el capital general la construcción de otras nuevas.

## Lugo en la Edad Contemporánea
En el siglo XIX se inició un proceso de recuperación económica y demográfica, impulsado por la ganadería. Desenvolviéndose además una importante actividad industrial paralela a este sector, como mataderos y conserveras de carne.
Tras su proclamación como capital provincial en 1833, Lugo se fue dotando de una serie de instituciones y servicios que la fueron modernizando y convirtiendo en un pujante centro urbano: el Balneario (1839), el Instituto de Enseñanza Secundaria (1842), el Teatro Municipal (1845), el Círculo de las Artes (1855), la llegada del telégrafo (1860), el Hospital Provincial (1874), el ferrocarril (1875) etc.

### Lugo durante la Guerra de la Independencia Española
En los últimos días de agosto y primeros de septiembre de 1808, se reunieron en la Sala Capitular de la Catedral las Juntas de Defensa de Galicia, León y Castilla con diplomáticos británicos para marcar la estrategia que se seguiría en la guerra. Asistió el obispo de Orense, Pedro de Quevedo Quijano, vocero de la Junta Suprema y presidente del Consejo de Regencia, con sir Charles Stuart, representante británico ante la Junta Central, acompañado de sir Charles Richard Vaughan. Esta reunión fue uno de los hechos que precedieron la proclamación de la Constitución de 1812.
Poco después empezaron a pasar por la ciudad las tropas inglesas, 20.000 hombres al mando de John Moore, después unos 14.000 al mando del teniente general David Baird para incorporarse al cuartel general establecido en Salamanca.
La victoria del mariscal Soult en la batalla de Elviña sobre las tropas británicas de Moore, dejó el campo libre para la ocupación da Galicia. En dos semanas se rindieron las ciudades más importantes de la región. El mariscal Ney, que acompañaba a Soult, recibe órdenes de controlar el norte de Galicia y Asturias, para lo que centra su campamento en Lugo.
El 9 de enero de 1809, tras librar una batalla en Conturiz contra el ejército de Moore, el ejército francés entra en Lugo. Los edificios contiguos a la Muralla fueron quemados por los franceses para evitar la fácil escalada de la misma, autorizándose su reconstrucción en 1819.
En 1809 el general Nicolás Mahy partió desde el Navia con su división, una de las del ejército de Galicia, mandada por el marqués de La Romana, compuesta por 6.000 infantes y 200 jinetes. El 17 de mayo la vanguardia, capitaneada por Gabriel de Mendizábal se encuentra en Feria de Castro, a dos leguas de Lugo, con una columna enemiga de 1.500 hombres, que se vio obligada a refugiarse en la ciudad. Al día siguiente, el gobernador francés salió con la mayor parte de sus fuerzas y las dispuso en una línea, apoyando a su izquierda en la muralla y a la derecha por un pinar inmediato. Las tropas de Mahy, divididas en dos columnas, guiadas por los generales Mendizábal y Taboada, junto a los 200 jinetes que mandaba Juan Caro atacaron; quedando una pequeña reserva bajo las órdenes del brigadier Losada, de cuya fuerza formaba parte un grupo simulado de caballería, constituido por cierto número de infantes montados en las acémilas. Durante la batalla, al dar los franceses una carga de caballería divisaron a los improvisados jinetes de reserva y se retiraron desconcertando a la infantería y corriendo todos precipitadamente a guarecerse en la ciudad, perseguidos por las tropas españolas con tal ardor, que varios catalanes de tropas ligeras se metieron al mismo tiempo que ellos, teniendo luego que descolgarse por las casas pegadas a la muralla con la ayuda de los vecinos. Los franceses tuvieron pérdidas considerables, contándose entre las de los españoles la de varios oficiales distinguidos, como el teniente coronel León José García Olloqui y el comandante de ingenieros Pedro González Dávila. A pesar de todo, el general François M. Fournier rechazo la intimación de Mahy, por lo que este formalizó el cerco de la plaza. La aproximación del ejército del mariscal Soult, que se retiraba de Portugal, obligó a las tropas españolas a replegarse a Mondoñedo el 22 de mayo desistiendo de la empresa.
El 29 de mayo, Soult llega a Lugo y se encuentra con Ney. Discutieron y llegaron a luchar cuerpo a cuerpo con las espadas desenvainadas, provocando la misma reacción en sus tropas. Cuando vieron que esto sucedía detuvieron su pelea y pacificaron a sus hombres.
Los franceses, el 25 de julio de ese año, al abandonar la ciudad volaron el arco central del Puente romano, destruyendo la capilla y la puerta que había en ese lugar. La puerta tenía una doble función: de portádego y de control de circulación de personas, por ejemplo, cuando había peste.

### Reinado de Isabel II (1833-1868)
El desarrollo de Lugo como ciudad moderna se produce en los albores de la llegada del sistema liberal que comportó dos cuestiones cruciales: convertir a Lugo en capital de provincia, posibilitando el desarrollo político administrativo y por tanto demográfico y la desamortización de los bienes del clero, que puso en el mercado el patrimonio inmobiliario de los bienes de la Iglesia, disponible para asumir el crecimiento de la ciudad.
En 1837, la Plaza Mayor es reformada por el arquitecto Alejo Andrade y, con motivo de las guerras carlistas se derriban varios edificios que interrumpían la comunicación en el adarve de la muralla y que se utilizaban desde la Edad Media como fortaleza. En su lugar se erige un baluarte defensivo triangular conocido como Reducto de María Cristina por la reina regente María Cristina.
En 1835 y 1840 tuvieron lugar las desamortizaciones de Mendizábal y Espartero, el acontecimiento histórico que más afectó a la estructura de las ciudades en este siglo. El Estado asumió una serie de edificios y terrenos que convirtieron en objeto de mercado o utilizaron para fines públicos. La mayoría de las ciudades españolas aprovecharon esta oportunidad para. al tiempo que incrementaban notablemente su población, destruir o transformar sus esquemas medievales.
En abril de 1846 Lugo fue escenario del alzamiento del coronel Miguel Solís para derrocar el régimen de Narváez, conocido como la Revolución Gallega de 1846. La ciudad fue sitiada por las tropas de José Guitérrez de la Concha durante quince días. Con este motivo, la junta revolucionaria derribó parte de las edificaciones próximas a la muralla y causó diversos daños en la misma. El 26 de abril los rebeldes fueron ajusticiados en Carral y al día siguiente se rindieron los sublevados de Lugo, poniendo fin a la rebelión.

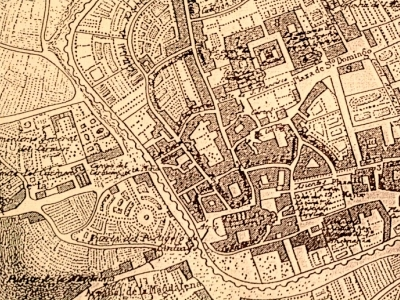
Plano de Lugo (1864) por Francisco Coello y Quesada.

### La restauración borbónica (1875-1931)
El día de San Froilán de 1875 llega a Lugo el primer tren. Esto refuerza aún más el ya pujante sector ganadero de la ciudad, convirtiéndola en el principal centro de comercio del ganado vacuno de la península ibérica.
En 1881 el Ayuntamiento autoriza el derribo de tres cubos de la muralla para ampliar el Paseo de los Coengos.
En 1908 se fundó el que aún hoy es el único periódico elaborado en la ciudad, El Progreso, que en su momento tuvo que competir con otros como La Voz de la Verdad. En el año 1905 accede a la alcaldía Ángel López Pérez, quien dirigió la ciudad durante siete mandatos (hasta 1930), haciendo grandes reformas en la ciudad, aunque que no exento de polémica. Fue tal el número de obras que realizó que, en una de sus visitas a la ciudad, Alfonso XIII lo llamó "el mirlo blanco de los alcaldes de España".
En 1918, entre el 17 y el 18 de noviembre, se celebró la histórica I Asamblea Nacionalista, organizada por las Irmandades da Fala, en la que el galleguismo político dejó atrás el regionalismo avanzando hacia el nacionalismo.

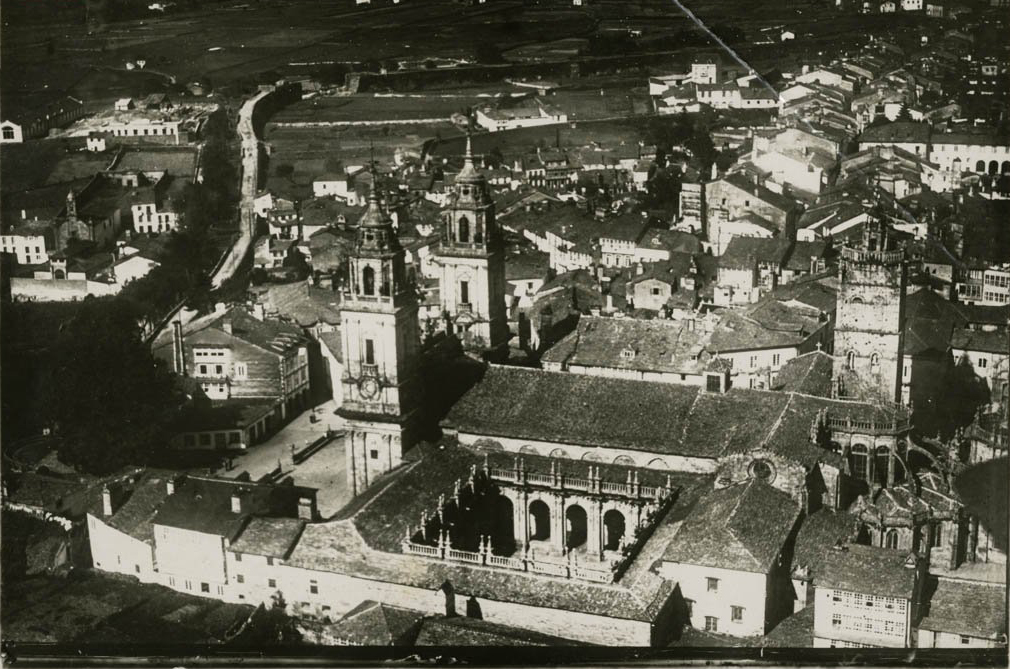
Vista aérea de 1921 del hueco abierto ilegalmente por el alcalde Ángel López Pérez para construir la Puerta del Hospital que motivó la declaración de la Muralla como Monumento Nacional para evitar nuevas modificaciones en su estructura.

### La Segunda República (1931-1936)
Las elecciones municipales de abril de 1931 dieron un atronador triunfo a los candidatos monárquicos, convirtiéndose Lugo en una de las pocas excepciones a la victoria republicana en el resto de España. La República sería proclamada desde el balcón de la casa consistorial por Rafael de Vega, quien sería fusilado en 1936 por los militares sublevados.
El 6 de octubre de 1931 nace en Lugo el periódico Vanguardia Gallega, editado por los hermanos Correa Calderón y próximo al Partido Galleguista. Cesaría en 1933.
En 1932 la Diputación decide reunir y proteger los bienes del patrimonio cultural lucense, esparcidos por la provincia en colecciones privadas, e inaugura en 1934 el Museo Provincial en el Palacio de San Marcos. En 1957 el museo se trasladaría a su situación actual, el antiguo Convento de San Francisco.

### Guerra Civil y Dictadura (1936-1975)
La experiencia republicana terminó en Galicia con el Golpe de Estado del 18 de julio de 1936 que dio lugar a la Guerra Civil y que tuvo un claro triunfo en Lugo.
El 18 de julio, conocido el levantamiento de África, se acuartelaron las tropas pero no salieron a las calles. La noche siguiente hicieron explosión diversos artefactos colocados, uno en el Palacio Episcopal, otro en la Catedral y otros cerca do Seminario.